# Apeadeiro de São Lourenço
O Apeadeiro de São Lourenço é uma gare encerrada da Linha do Tua, que servia as Termas de São Lourenço, no concelho de Carrazeda de Ansiães, em Portugal.

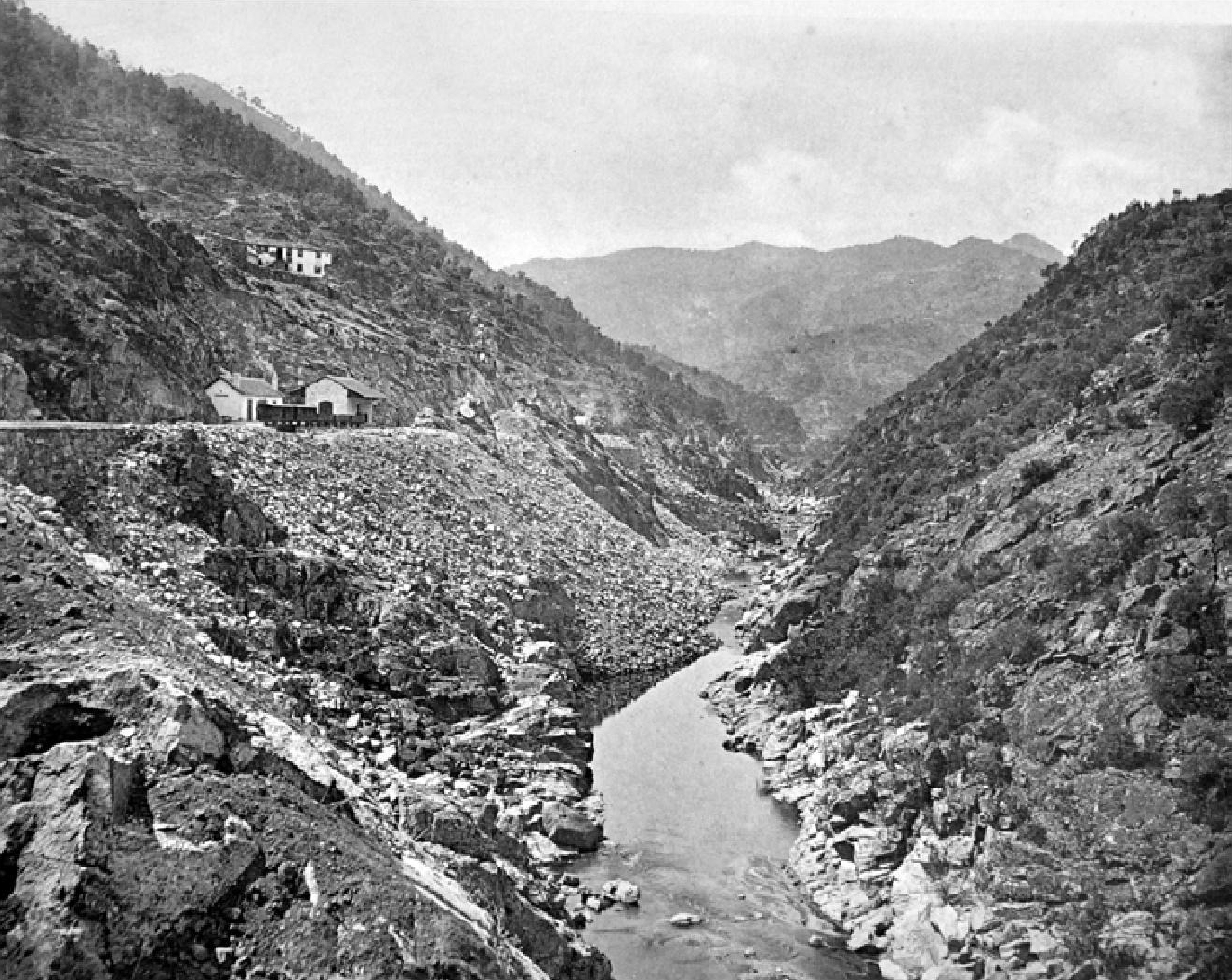
Estação de São Lourenço, fotografada por Emílio Biel em 1887.

## História
Este apeadeiro insere-se no primeiro lanço da Linha do Tua, entre as estações de Tua e Mirandela, que abriu à exploração em 29 de Setembro de 1887.
Em 1933, a Companhia Nacional de Caminhos de Ferro realizou obras em São Lourenço, que nessa altura possuía a categoria de estação, tendo sido feitas grandes reparações no edifício de passageiros sofreu grandes reparações, e construídas as retretes e os urinóis. Em 1939, a Companhia reparou as faixas do telhado, no edifício de passageiros, e em 1940 fez obras de conservação no interior do edifício de passageiros.
Em Setembro de 1971, a Companhia dos Caminhos de Ferro Portugueses alertou que a partir do dia 1 de Outubro desse ano iriam ser desguarnecidas várias estações e apeadeiros, incluindo a de São Lourenço, como parte de um programa de racionalização da exploração ferroviária. Desta forma, o apeadeiro deixaria de vender bilhetes, que passariam a ser adquiridos a bordo dos comboios, e seria encerrada a expedição de bagagens e remessas em detalhe.
Em 2008, foi encerrada a circulação ferroviária no troço entre Tua e Cachão, após um grave acidente. A operadora Comboios de Portugal instituiu um serviço de táxis de substituição.